# Грчка морска божанства
Грчка морска божанства су имала моћ да контролишу елементе воде и управљали су свом слатком и сланом водом на земљи. Повезују се са морима, морским олујама, таласима, струјама, морским створењима, језерима, изворима, рекама, мочварама и подземним водама.

## Посејдон
Посејдон је био син Крона и Реје. Био је грчки бог мора и еквивалент римског Нептуна. Нрочито је био повезан са коњима и биковима. После збацивања Крона, његова три сина су међусобно поделила свет: Зевс је преузео небо, Хад је владао подземним светом, а Посејдон морем, док су Земљом владала сва троијица. Било је договорено да ће Зевс бити главно божанство, иако је Посејдон често наметао своју независност. Земљотреси су преписивани његовој љутњи.
Посејдон је приказиван како јаше кроз таласе на двоколицима које су вукли златни морски коњи. У његовим рукама био је моћни трозубац, оружије које је могло да узбурка воду. Његова жена била је Амфитрита, морска нимфа. Са њом је имао двоје деце, Тритона и Роду. Међутим, Посејдон је имао пуно друге деце. Имао је децу и са Медузом, што је узнемирило богињу Атину. Од крви Медузине исечне главе настао је летећи коњ Пегаз, који је засигурно био Посејдонов миљеник.

## Тритон
Тритон је био син Посејдона и Амфитрите и био је гласник свог оца. Рани прикази Тритона били су човек са рибљим репом, па је овај бог мора блиско повезан са сиренама.
Тритон би поседовао трозубац, али је бог мора такође поседовао шкољку (шкољку морског пужа), која би, када би се дувало у њу, изазвала бурна мора или их смирила.

## Понт
Понт је рођен из Геје без оца. Понт се, међутим, могао сматрати оцем целог морског живота, јер су од њега потекли сви наредни морски богови. Након што је родила Океана, Геја је са Понтом склопила брак у ком су добили децу: Нереја, Тауманта, Форкија, Кету и Еурибија.
Понт је углавном био повезан са Средоземним морем.

## Океан
Океан је био титан, син Урана и Геје, али никад није био непријатељ богова. Као владар кружног мора, Грци су веровали да оно обухвата свет, Океан се оженио својом сестром Тетијом са којом је произвео три хиљаде река.

## Нереј
Нереј је био старац мора и бог морске богате рибе. Живео је у дубинама Егејског мора са својом женом Дорис и педесет кћери Нереида.
Као и многи други морски богови, Нереј је био мајстор за мењање облика и говорио је пророчким гласом. Због његовог сазнања, Херакле се једном рвао са њим у потрази за правцима до земље Хесперида.
Нереј је на древној грчкој вазној слици приказан као старац са дрвеним штапом у пратњи мноштва његових кћери Нереида. Понекад је уместо ногу имао увијен рибљи реп. За разлику од других сличних богова, као што су Тритон и Ахелој, Нереј је скоро увек био приказан обучен у хитон.

## Форкије
Форкије је био још један син Понта и Геје и био је бог мора који се обично повезивао са опасностима отворених вода.
Форкије је био ожењен морском богињом Кето, богињом повезаном са великим морским створењима. Форкије и Кето су родитељи чудовиштима, укључујући Сцилу, Горгоне, Граје и Ладон.